# Kredsresultater for folketingsvalget 2022 i Danmark
Ved folketingsvalget den 1. november 2022 blev Socialdemokratiet største parti i 84 af de 92 opstillingskredse i Danmark, en betragtelig fremgang fra valget i 2019, hvor det var største parti i 64 af kredsene. Venstre opnåede flest stemmer i fire af kredsene mod 22 i 2019, mens Enhedslisten blev det største parti i fire opstillingskredse i Københavns Storkreds.
| Storkreds                   | Kreds                 | A      | B     | C      | D     | F      | I      | K     | M      | O     | Q     | V      | Æ      | Ø      | Å      | Øvr.  |
| --------------------------- | --------------------- | ------ | ----- | ------ | ----- | ------ | ------ | ----- | ------ | ----- | ----- | ------ | ------ | ------ | ------ | ----- |
| Københavns Storkreds        | Østerbrokredsen       | 17,3 % | 8,6 % | 5,7 %  | 1,4 % | 11,3 % | 10,3 % | 0,2 % | 11,1 % | 1,2 % | 1,1 % | 9,8 %  | 1,2 %  | 11,5 % | 9,0 %  | 0,1 % |
| Københavns Storkreds        | Sundbyvesterkredsen   | 19,1 % | 7,6 % | 4,4 %  | 1,8 % | 11,8 % | 9,2 %  | 0,2 % | 9,7 %  | 1,5 % | 2,6 % | 8,5 %  | 1,9 %  | 12,9 % | 8,8 %  | 0,2 % |
| Københavns Storkreds        | Indre Bykredsen       | 13,9 % | 8,6 % | 5,7 %  | 1,1 % | 10,1 % | 11,3 % | 0,2 % | 11,0 % | 0,8 % | 0,9 % | 9,4 %  | 1,0 %  | 14,3 % | 11,6 % | 0,2 % |
| Københavns Storkreds        | Sundbyøsterkredsen    | 20,9 % | 7,2 % | 4,2 %  | 2,0 % | 12,1 % | 8,3 %  | 0,3 % | 9,6 %  | 1,7 % | 1,4 % | 8,1 %  | 2,1 %  | 12,8 % | 9,3 %  | 0,2 % |
| Københavns Storkreds        | Nørrebrokredsen       | 12,5 % | 8,8 % | 2,5 %  | 0,8 % | 12,6 % | 5,5 %  | 0,2 % | 7,2 %  | 0,8 % | 4,1 % | 5,1 %  | 0,8 %  | 23,7 % | 15,3 % | 0,2 % |
| Københavns Storkreds        | Bispebjergkredsen     | 17,8 % | 6,8 % | 3,0 %  | 1,6 % | 12,5 % | 5,5 %  | 0,3 % | 6,7 %  | 1,8 % | 4,6 % | 5,4 %  | 1,8 %  | 20,8 % | 11,2 % | 0,2 % |
| Københavns Storkreds        | Brønshøjkredsen       | 23,0 % | 6,7 % | 4,2 %  | 1,7 % | 13,4 % | 6,4 %  | 0,3 % | 8,2 %  | 2,0 % | 3,8 % | 7,2 %  | 2,1 %  | 13,1 % | 7,6 %  | 0,2 % |
| Københavns Storkreds        | Valbykredsen          | 20,8 % | 7,1 % | 4,6 %  | 1,9 % | 12,4 % | 8,6 %  | 0,2 % | 9,1 %  | 1,7 % | 2,6 % | 8,8 %  | 2,1 %  | 12,1 % | 7,9 %  | 0,2 % |
| Københavns Storkreds        | Vesterbrokredsen      | 14,8 % | 8,6 % | 3,9 %  | 1,4 % | 11,8 % | 9,3 %  | 0,1 % | 9,4 %  | 1,0 % | 1,7 % | 7,7 %  | 1,2 %  | 16,7 % | 12,3 % | 0,2 % |
| Københavns Storkreds        | Falkonerkredsen       | 17,0 % | 8,8 % | 8,1 %  | 1,2 % | 10,8 % | 9,4 %  | 0,2 % | 11,1 % | 1,1 % | 1,0 % | 10,4 % | 1,3 %  | 10,8 % | 8,7 %  | 0,1 % |
| Københavns Storkreds        | Slotskredsen          | 20,3 % | 7,1 % | 8,9 %  | 1,5 % | 9,7 %  | 9,2 %  | 0,3 % | 9,9 %  | 1,6 % | 1,6 % | 10,7 % | 2,0 %  | 10,5 % | 6,5 %  | 0,2 % |
| Københavns Storkreds        | Tårnbykredsen         | 33,0 % | 2,9 % | 6,3 %  | 3,7 % | 7,9 %  | 7,6 %  | 0,2 % | 10,1 % | 4,0 % | 1,0 % | 10,7 % | 5,4 %  | 4,4 %  | 2,7 %  | 0,1 % |
| Københavns Omegns Storkreds | Gentoftekredsen       | 12,7 % | 6,7 % | 14,6 % | 2,1 % | 6,1 %  | 14,4 % | 0,2 % | 14,4 % | 2,0 % | 0,4 % | 16,8 % | 1,7 %  | 4,0 %  | 3,8 %  | 0,1 % |
| Københavns Omegns Storkreds | Lyngbykredsen         | 19,1 % | 7,7 % | 10,4 % | 2,2 % | 10,6 % | 10,4 % | 0,2 % | 13,5 % | 2,2 % | 0,6 % | 12,8 % | 1,8 %  | 4,6 %  | 3,9 %  | 0,1 % |
| Københavns Omegns Storkreds | Gladsaxekredsen       | 27,7 % | 6,4 % | 4,8 %  | 2,4 % | 11,6 % | 7,3 %  | 0,3 % | 10,9 % | 3,2 % | 1,8 % | 9,5 %  | 3,1 %  | 6,9 %  | 3,9 %  | 0,1 % |
| Københavns Omegns Storkreds | Rødovrekredsen        | 33,4 % | 4,0 % | 5,1 %  | 3,2 % | 10,0 % | 6,3 %  | 0,5 % | 9,7 %  | 4,0 % | 2,2 % | 8,1 %  | 4,2 %  | 6,3 %  | 2,9 %  | 0,1 % |
| Københavns Omegns Storkreds | Hvidovrekredsen       | 32,3 % | 4,3 % | 4,6 %  | 3,1 % | 11,4 % | 6,1 %  | 0,3 % | 9,7 %  | 4,7 % | 2,4 % | 8,1 %  | 4,6 %  | 5,5 %  | 2,8 %  | 0,1 % |
| Københavns Omegns Storkreds | Brøndbykredsen        | 33,1 % | 3,5 % | 5,3 %  | 3,7 % | 8,2 %  | 5,8 %  | 0,5 % | 8,9 %  | 4,9 % | 5,7 % | 8,1 %  | 5,4 %  | 5,3 %  | 1,5 %  | 0,1 % |
| Københavns Omegns Storkreds | Taastrupkredsen       | 30,8 % | 4,1 % | 6,9 %  | 3,6 % | 10,2 % | 5,9 %  | 0,5 % | 8,5 %  | 4,2 % | 3,9 % | 7,7 %  | 5,1 %  | 6,1 %  | 2,3 %  | 0,1 % |
| Københavns Omegns Storkreds | Ballerupkredsen       | 34,6 % | 3,6 % | 4,6 %  | 3,3 % | 9,2 %  | 6,7 %  | 0,4 % | 9,9 %  | 4,4 % | 1,7 % | 9,5 %  | 4,6 %  | 4,5 %  | 2,7 %  | 0,1 % |
| Nordsjællands Storkreds     | Helsingørkredsen      | 27,8 % | 4,7 % | 7,5 %  | 4,0 % | 7,7 %  | 8,4 %  | 0,2 % | 10,9 % | 2,5 % | 1,1 % | 10,7 % | 4,7 %  | 5,3 %  | 4,3 %  | 0,1 % |
| Nordsjællands Storkreds     | Fredensborgkredsen    | 18,8 % | 5,5 % | 10,1 % | 3,5 % | 6,4 %  | 12,7 % | 0,3 % | 12,7 % | 2,3 % | 0,7 % | 17,2 % | 3,6 %  | 3,2 %  | 3,0 %  | 0,1 % |
| Nordsjællands Storkreds     | Hillerødkredsen       | 24,1 % | 3,9 % | 6,2 %  | 4,7 % | 8,2 %  | 8,2 %  | 0,6 % | 13,0 % | 2,9 % | 0,5 % | 13,7 % | 6,1 %  | 4,5 %  | 3,5 %  | 0,1 % |
| Nordsjællands Storkreds     | Frederikssundkredsen  | 31,1 % | 2,3 % | 4,6 %  | 5,4 % | 8,0 %  | 6,5 %  | 0,2 % | 9,8 %  | 4,1 % | 0,3 % | 13,2 % | 7,4 %  | 4,4 %  | 2,8 %  | 0,1 % |
| Nordsjællands Storkreds     | Egedalkredsen         | 25,7 % | 5,4 % | 7,1 %  | 3,0 % | 8,7 %  | 8,7 %  | 0,2 % | 11,7 % | 2,5 % | 0,6 % | 14,9 % | 4,0 %  | 4,4 %  | 3,1 %  | 0,1 % |
| Nordsjællands Storkreds     | Rudersdalkredsen      | 16,2 % | 7,9 % | 11,3 % | 2,6 % | 7,2 %  | 12,6 % | 0,2 % | 12,5 % | 1,5 % | 0,4 % | 18,2 % | 2,5 %  | 3,7 %  | 3,3 %  | 0,1 % |
| Bornholms Storkreds         | Rønnekredsen          | 37,9 % | 0,9 % | 3,9 %  | 2,1 % | 6,5 %  | 3,5 %  | 1,8 % | 6,1 %  | 6,6 % | 0,2 % | 17,8 % | 5,9 %  | 4,4 %  | 2,3 %  | 0,2 % |
| Bornholms Storkreds         | Aakirkebykredsen      | 32,7 % | 1,2 % | 3,6 %  | 2,2 % | 6,4 %  | 3,7 %  | 2,3 % | 6,0 %  | 5,9 % | 0,2 % | 19,7 % | 6,9 %  | 6,0 %  | 3,0 %  | 0,2 % |
| Sjællands Storkreds         | Lollandkredsen        | 43,6 % | 0,8 % | 3,0 %  | 4,4 % | 6,3 %  | 3,7 %  | 0,2 % | 7,4 %  | 5,8 % | 0,2 % | 10,1 % | 10,4 % | 2,7 %  | 1,1 %  | 0,2 % |
| Sjællands Storkreds         | Guldborgsundkredsen   | 36,2 % | 1,3 % | 3,9 %  | 4,0 % | 8,1 %  | 4,5 %  | 0,3 % | 9,2 %  | 8,8 % | 0,2 % | 10,1 % | 8,8 %  | 3,0 %  | 1,4 %  | 0,2 % |
| Sjællands Storkreds         | Vordingborgkredsen    | 33,5 % | 2,0 % | 3,7 %  | 4,3 % | 10,2 % | 5,5 %  | 0,2 % | 11,6 % | 4,3 % | 0,3 % | 9,5 %  | 7,4 %  | 4,3 %  | 3,0 %  | 0,3 % |
| Sjællands Storkreds         | Næstvedkredsen        | 32,8 % | 2,1 % | 5,3 %  | 4,9 % | 8,6 %  | 7,0 %  | 0,2 % | 10,7 % | 4,2 % | 0,3 % | 10,9 % | 8,2 %  | 2,9 %  | 1,6 %  | 0,2 % |
| Sjællands Storkreds         | Faxekredsen           | 28,8 % | 1,9 % | 4,7 %  | 5,6 % | 9,5 %  | 6,5 %  | 0,2 % | 10,9 % | 4,5 % | 0,2 % | 12,0 % | 10,5 % | 2,8 %  | 1,8 %  | 0,2 % |
| Sjællands Storkreds         | Køgekredsen           | 24,9 % | 2,8 % | 4,9 %  | 3,7 % | 14,0 % | 7,5 %  | 0,3 % | 11,5 % | 3,4 % | 0,6 % | 13,8 % | 7,1 %  | 3,1 %  | 2,2 %  | 0,1 % |
| Sjællands Storkreds         | Grevekredsen          | 25,2 % | 2,7 % | 5,1 %  | 3,7 % | 7,3 %  | 9,5 %  | 0,2 % | 13,1 % | 3,9 % | 1,0 % | 18,6 % | 6,1 %  | 2,1 %  | 1,3 %  | 0,1 % |
| Sjællands Storkreds         | Roskildekredsen       | 25,0 % | 4,6 % | 5,4 %  | 2,8 % | 12,4 % | 8,6 %  | 0,2 % | 12,8 % | 2,6 % | 0,6 % | 12,2 % | 4,6 %  | 5,1 %  | 3,1 %  | 0,1 % |
| Sjællands Storkreds         | Holbækkredsen         | 31,2 % | 2,3 % | 3,8 %  | 4,1 % | 11,7 % | 6,5 %  | 0,3 % | 10,9 % | 3,6 % | 0,6 % | 11,7 % | 7,6 %  | 3,4 %  | 1,9 %  | 0,1 % |
| Sjællands Storkreds         | Kalundborgkredsen     | 32,1 % | 1,7 % | 3,1 %  | 6,2 % | 8,2 %  | 5,0 %  | 0,2 % | 9,6 %  | 5,1 % | 0,3 % | 12,4 % | 10,5 % | 3,4 %  | 2,0 %  | 0,3 % |
| Sjællands Storkreds         | Ringstedkredsen       | 28,4 % | 2,6 % | 6,8 %  | 4,6 % | 9,8 %  | 6,1 %  | 0,3 % | 10,5 % | 3,6 % | 0,6 % | 12,3 % | 8,3 %  | 3,5 %  | 2,3 %  | 0,2 % |
| Sjællands Storkreds         | Slagelsekredsen       | 31,9 % | 1,8 % | 3,8 %  | 4,9 % | 8,0 %  | 6,3 %  | 0,2 % | 9,9 %  | 3,9 % | 0,8 % | 14,8 % | 9,2 %  | 2,9 %  | 1,4 %  | 0,2 % |
| Fyns Storkreds              | Odense Østkredsen     | 30,2 % | 4,7 % | 4,9 %  | 2,4 % | 10,5 % | 7,1 %  | 0,4 % | 9,6 %  | 2,1 % | 4,2 % | 8,7 %  | 4,4 %  | 7,1 %  | 3,8 %  | 0,1 % |
| Fyns Storkreds              | Odense Vestkredsen    | 32,2 % | 3,6 % | 5,8 %  | 2,8 % | 9,2 %  | 7,4 %  | 0,3 % | 10,4 % | 2,3 % | 0,8 % | 10,9 % | 6,0 %  | 5,2 %  | 3,1 %  | 0,1 % |
| Fyns Storkreds              | Odense Sydkredsen     | 27,5 % | 4,3 % | 7,5 %  | 2,3 % | 9,2 %  | 8,1 %  | 0,4 % | 12,3 % | 1,9 % | 0,9 % | 12,4 % | 5,0 %  | 5,0 %  | 3,0 %  | 0,1 % |
| Fyns Storkreds              | Assenskredsen         | 34,5 % | 1,8 % | 4,3 %  | 4,7 % | 6,5 %  | 5,2 %  | 0,4 % | 8,2 %  | 3,2 % | 0,2 % | 15,5 % | 10,6 % | 2,8 %  | 2,0 %  | 0,1 % |
| Fyns Storkreds              | Middelfartkredsen     | 32,6 % | 2,1 % | 4,8 %  | 4,7 % | 6,8 %  | 6,5 %  | 0,4 % | 9,9 %  | 3,0 % | 0,2 % | 13,4 % | 11,6 % | 2,4 %  | 1,6 %  | 0,1 % |
| Fyns Storkreds              | Nyborgkredsen         | 36,1 % | 2,0 % | 5,2 %  | 4,4 % | 7,2 %  | 5,6 %  | 0,3 % | 9,2 %  | 2,9 % | 0,5 % | 11,8 % | 9,7 %  | 3,4 %  | 1,7 %  | 0,1 % |
| Fyns Storkreds              | Svendborgkredsen      | 34,7 % | 2,5 % | 3,9 %  | 3,3 % | 8,3 %  | 5,6 %  | 0,3 % | 9,3 %  | 2,7 % | 0,4 % | 10,4 % | 8,3 %  | 6,4 %  | 3,8 %  | 0,2 % |
| Fyns Storkreds              | Faaborgkredsen        | 33,4 % | 2,1 % | 4,7 %  | 4,0 % | 7,1 %  | 5,1 %  | 0,4 % | 9,5 %  | 2,9 % | 0,3 % | 12,8 % | 11,3 % | 3,8 %  | 2,4 %  | 0,1 % |
| Sydjyllands Storkreds       | Sønderborgkredsen     | 33,5 % | 2,1 % | 3,8 %  | 7,0 % | 4,7 %  | 6,5 %  | 0,5 % | 8,4 %  | 2,9 % | 0,5 % | 15,2 % | 11,3 % | 2,2 %  | 1,2 %  | 0,1 % |
| Sydjyllands Storkreds       | Aabenraakredsen       | 28,8 % | 2,0 % | 4,6 %  | 7,9 % | 4,3 %  | 6,6 %  | 0,7 % | 8,1 %  | 3,4 % | 0,2 % | 15,9 % | 14,2 % | 1,8 %  | 1,1 %  | 0,1 % |
| Sydjyllands Storkreds       | Tønderkredsen         | 26,2 % | 1,3 % | 4,6 %  | 7,9 % | 5,0 %  | 5,6 %  | 0,9 % | 12,6 % | 3,0 % | 0,1 % | 15,3 % | 14,9 % | 1,6 %  | 0,8 %  | 0,1 % |
| Sydjyllands Storkreds       | Esbjerg Bykredsen     | 33,5 % | 2,5 % | 5,2 %  | 5,2 % | 7,4 %  | 7,9 %  | 0,5 % | 8,0 %  | 3,0 % | 0,6 % | 12,1 % | 8,5 %  | 3,8 %  | 1,7 %  | 0,1 % |
| Sydjyllands Storkreds       | Esbjerg Omegnskredsen | 28,1 % | 2,0 % | 4,6 %  | 6,2 % | 5,9 %  | 8,2 %  | 0,6 % | 9,6 %  | 2,6 % | 0,1 % | 17,3 % | 11,5 % | 1,9 %  | 1,2 %  | 0,0 % |
| Sydjyllands Storkreds       | Vardekredsen          | 24,2 % | 1,5 % | 5,2 %  | 6,5 % | 4,0 %  | 6,8 %  | 0,9 % | 8,4 %  | 2,6 % | 0,1 % | 23,2 % | 14,2 % | 1,5 %  | 1,0 %  | 0,0 % |
| Sydjyllands Storkreds       | Vejenkredsen          | 25,4 % | 1,6 % | 4,5 %  | 7,3 % | 4,2 %  | 7,3 %  | 0,7 % | 8,4 %  | 2,9 % | 0,1 % | 21,1 % | 13,8 % | 1,5 %  | 1,0 %  | 0,1 % |
| Sydjyllands Storkreds       | Vejle Nordkredsen     | 23,8 % | 3,3 % | 5,8 %  | 4,5 % | 6,7 %  | 8,3 %  | 0,9 % | 10,6 % | 2,0 % | 0,8 % | 18,5 % | 10,5 % | 2,4 %  | 1,9 %  | 0,1 % |
| Sydjyllands Storkreds       | Vejle Sydkredsen      | 27,1 % | 3,3 % | 5,0 %  | 4,6 % | 7,3 %  | 8,5 %  | 0,7 % | 10,1 % | 2,1 % | 0,7 % | 16,6 % | 8,8 %  | 3,2 %  | 2,0 %  | 0,1 % |
| Sydjyllands Storkreds       | Fredericiakredsen     | 33,6 % | 2,1 % | 4,7 %  | 5,3 % | 6,7 %  | 7,9 %  | 0,6 % | 10,1 % | 2,9 % | 0,4 % | 11,2 % | 9,4 %  | 3,3 %  | 1,8 %  | 0,1 % |
| Sydjyllands Storkreds       | Kolding Nordkredsen   | 24,5 % | 3,4 % | 5,6 %  | 5,1 % | 7,3 %  | 9,9 %  | 0,5 % | 11,0 % | 2,7 % | 1,0 % | 15,4 % | 8,7 %  | 2,9 %  | 1,9 %  | 0,1 % |
| Sydjyllands Storkreds       | Kolding Sydkredsen    | 26,8 % | 3,0 % | 5,3 %  | 6,0 % | 7,4 %  | 8,9 %  | 0,9 % | 9,6 %  | 3,1 % | 0,3 % | 14,4 % | 10,2 % | 2,5 %  | 1,6 %  | 0,0 % |
| Sydjyllands Storkreds       | Haderslevkredsen      | 30,3 % | 1,8 % | 4,3 %  | 7,6 % | 4,9 %  | 6,3 %  | 1,0 % | 8,2 %  | 3,5 % | 0,3 % | 16,6 % | 11,3 % | 2,4 %  | 1,4 %  | 0,1 % |
| Østjyllands Storkreds       | Aarhus Sydkredsen     | 24,1 % | 6,2 % | 5,0 %  | 2,1 % | 11,4 % | 9,8 %  | 0,4 % | 9,5 %  | 1,4 % | 0,5 % | 13,2 % | 3,7 %  | 7,3 %  | 5,2 %  | 0,1 % |
| Østjyllands Storkreds       | Aarhus Vestkredsen    | 27,0 % | 5,4 % | 4,3 %  | 2,7 % | 10,4 % | 8,9 %  | 0,6 % | 8,4 %  | 1,6 % | 3,7 % | 10,8 % | 4,6 %  | 7,3 %  | 4,2 %  | 0,1 % |
| Østjyllands Storkreds       | Aarhus Nordkredsen    | 22,3 % | 8,0 % | 4,2 %  | 2,0 % | 12,9 % | 9,7 %  | 0,6 % | 8,3 %  | 1,2 % | 1,6 % | 9,9 %  | 3,1 %  | 10,0 % | 6,2 %  | 0,1 % |
| Østjyllands Storkreds       | Aarhus Østkredsen     | 18,2 % | 8,0 % | 5,2 %  | 1,7 % | 11,2 % | 13,3 % | 0,3 % | 10,4 % | 0,9 % | 0,6 % | 12,5 % | 2,5 %  | 8,9 %  | 6,2 %  | 0,1 % |
| Østjyllands Storkreds       | Djurskredsen          | 31,4 % | 2,2 % | 3,7 %  | 5,3 % | 6,8 %  | 8,7 %  | 0,3 % | 7,2 %  | 2,6 % | 0,2 % | 12,6 % | 11,6 % | 4,1 %  | 3,3 %  | 0,1 % |
| Østjyllands Storkreds       | Randers Nordkredsen   | 36,3 % | 1,9 % | 3,3 %  | 5,0 % | 6,0 %  | 8,1 %  | 0,6 % | 6,3 %  | 3,4 % | 0,4 % | 13,1 % | 10,9 % | 3,1 %  | 1,5 %  | 0,1 % |
| Østjyllands Storkreds       | Randers Sydkredsen    | 32,6 % | 2,2 % | 4,0 %  | 4,8 % | 6,8 %  | 9,5 %  | 0,7 % | 7,0 %  | 2,7 % | 0,2 % | 15,2 % | 9,2 %  | 3,4 %  | 1,9 %  | 0,1 % |
| Østjyllands Storkreds       | Favrskovkredsen       | 28,6 % | 3,5 % | 6,2 %  | 4,9 % | 7,4 %  | 8,1 %  | 0,4 % | 8,4 %  | 2,3 % | 0,2 % | 15,0 % | 9,8 %  | 3,1 %  | 2,1 %  | 0,1 % |
| Østjyllands Storkreds       | Skanderborgkredsen    | 27,4 % | 4,0 % | 5,4 %  | 3,6 % | 9,5 %  | 9,0 %  | 0,4 % | 9,4 %  | 1,7 % | 0,2 % | 14,0 % | 7,3 %  | 4,3 %  | 3,6 %  | 0,1 % |
| Østjyllands Storkreds       | Horsenskredsen        | 30,8 % | 2,8 % | 4,9 %  | 4,3 % | 6,5 %  | 10,0 % | 0,5 % | 9,2 %  | 2,7 % | 0,4 % | 13,3 % | 9,0 %  | 3,5 %  | 1,9 %  | 0,1 % |
| Østjyllands Storkreds       | Hedenstedkredsen      | 25,4 % | 1,7 % | 4,3 %  | 5,9 % | 4,1 %  | 9,6 %  | 1,7 % | 9,0 %  | 2,7 % | 0,2 % | 18,5 % | 13,9 % | 1,8 %  | 1,2 %  | 0,1 % |
| Vestjyllands Storkreds      | Struerkredsen         | 27,5 % | 1,7 % | 5,6 %  | 3,2 % | 5,9 %  | 6,5 %  | 1,3 % | 5,0 %  | 2,3 % | 0,2 % | 22,7 % | 15,3 % | 1,6 %  | 1,0 %  | 0,1 % |
| Vestjyllands Storkreds      | Skivekredsen          | 31,1 % | 1,3 % | 5,6 %  | 2,9 % | 6,3 %  | 6,3 %  | 0,7 % | 5,2 %  | 2,0 % | 0,2 % | 13,9 % | 21,5 % | 1,8 %  | 1,0 %  | 0,1 % |
| Vestjyllands Storkreds      | Viborg Vestkredsen    | 27,1 % | 1,9 % | 15,4 % | 3,0 % | 8,4 %  | 6,6 %  | 0,5 % | 5,8 %  | 1,7 % | 0,1 % | 13,6 % | 10,9 % | 2,9 %  | 2,0 %  | 0,1 % |
| Vestjyllands Storkreds      | Viborg Østkredsen     | 24,9 % | 1,7 % | 16,5 % | 3,3 % | 6,4 %  | 6,6 %  | 0,9 % | 5,3 %  | 1,9 % | 0,1 % | 16,1 % | 12,4 % | 1,9 %  | 1,7 %  | 0,1 % |
| Vestjyllands Storkreds      | Silkeborg Nordkredsen | 24,9 % | 2,5 % | 7,3 %  | 3,6 % | 7,6 %  | 8,3 %  | 1,3 % | 8,7 %  | 1,9 % | 0,2 % | 17,8 % | 10,5 % | 3,1 %  | 2,2 %  | 0,2 % |
| Vestjyllands Storkreds      | Silkeborg Sydkredsen  | 26,6 % | 3,5 % | 7,3 %  | 2,4 % | 8,8 %  | 9,0 %  | 0,6 % | 10,0 % | 1,8 % | 0,3 % | 16,2 % | 6,5 %  | 4,5 %  | 2,5 %  | 0,2 % |
| Vestjyllands Storkreds      | Ikastkredsen          | 23,6 % | 1,5 % | 7,2 %  | 3,9 % | 4,4 %  | 8,0 %  | 1,5 % | 7,4 %  | 2,7 % | 0,3 % | 19,7 % | 16,7 % | 1,7 %  | 1,2 %  | 0,1 % |
| Vestjyllands Storkreds      | Herning Sydkredsen    | 23,2 % | 2,1 % | 6,8 %  | 3,0 % | 5,4 %  | 10,6 % | 1,9 % | 8,3 %  | 2,2 % | 0,4 % | 19,9 % | 12,5 % | 2,3 %  | 1,3 %  | 0,1 % |
| Vestjyllands Storkreds      | Herning Nordkredsen   | 21,9 % | 1,6 % | 6,5 %  | 2,9 % | 5,2 %  | 8,6 %  | 2,8 % | 7,3 %  | 1,9 % | 0,4 % | 23,0 % | 15,4 % | 1,5 %  | 1,0 %  | 0,1 % |
| Vestjyllands Storkreds      | Holstebrokredsen      | 26,8 % | 1,7 % | 5,2 %  | 2,6 % | 6,6 %  | 8,2 %  | 1,2 % | 5,2 %  | 2,2 % | 0,3 % | 24,5 % | 12,4 % | 2,0 %  | 1,1 %  | 0,1 % |
| Vestjyllands Storkreds      | Ringkøbingkredsen     | 20,8 % | 1,1 % | 6,3 %  | 3,5 % | 4,6 %  | 7,1 %  | 4,2 % | 6,4 %  | 1,8 % | 0,1 % | 25,0 % | 16,7 % | 1,3 %  | 0,9 %  | 0,1 % |
| Nordjyllands Storkreds      | Frederikshavnkredsen  | 39,0 % | 1,0 % | 3,8 %  | 4,7 % | 4,1 %  | 5,7 %  | 0,5 % | 6,1 %  | 2,7 % | 0,1 % | 12,6 % | 17,1 % | 1,7 %  | 0,9 %  | 0,1 % |
| Nordjyllands Storkreds      | Hjørringkredsen       | 35,2 % | 1,5 % | 5,3 %  | 4,2 % | 4,8 %  | 5,8 %  | 0,5 % | 6,3 %  | 2,0 % | 0,1 % | 13,6 % | 16,7 % | 2,5 %  | 1,2 %  | 0,1 % |
| Nordjyllands Storkreds      | Brønderslevkredsen    | 35,8 % | 1,3 % | 3,7 %  | 4,2 % | 4,5 %  | 6,1 %  | 0,5 % | 5,7 %  | 2,2 % | 0,1 % | 14,9 % | 17,9 % | 1,7 %  | 1,2 %  | 0,1 % |
| Nordjyllands Storkreds      | Thistedkredsen        | 34,3 % | 1,2 % | 4,0 %  | 3,2 % | 3,9 %  | 5,5 %  | 0,7 % | 5,3 %  | 2,0 % | 0,1 % | 16,4 % | 19,2 % | 2,3 %  | 1,8 %  | 0,0 % |
| Nordjyllands Storkreds      | Himmerlandkredsen     | 29,0 % | 2,0 % | 5,3 %  | 4,1 % | 6,9 %  | 5,9 %  | 0,4 % | 5,5 %  | 1,8 % | 0,1 % | 16,5 % | 19,1 % | 1,9 %  | 1,4 %  | 0,1 % |
| Nordjyllands Storkreds      | Mariagerfjordkredsen  | 33,0 % | 1,5 % | 5,0 %  | 3,5 % | 4,9 %  | 5,8 %  | 0,4 % | 5,2 %  | 1,8 % | 0,1 % | 11,7 % | 23,3 % | 2,3 %  | 1,5 %  | 0,1 % |
| Nordjyllands Storkreds      | Aalborg Østkredsen    | 34,6 % | 4,4 % | 4,0 %  | 2,4 % | 7,4 %  | 9,0 %  | 0,4 % | 7,1 %  | 1,5 % | 0,8 % | 11,7 % | 8,9 %  | 4,8 %  | 3,1 %  | 0,1 % |
| Nordjyllands Storkreds      | Aalborg Vestkredsen   | 31,2 % | 4,0 % | 5,1 %  | 2,4 % | 7,2 %  | 9,5 %  | 0,3 % | 7,9 %  | 1,4 % | 0,3 % | 14,7 % | 9,3 %  | 4,1 %  | 2,5 %  | 0,1 % |
| Nordjyllands Storkreds      | Aalborg Nordkredsen   | 33,8 % | 3,7 % | 3,8 %  | 2,8 % | 6,5 %  | 9,1 %  | 0,3 % | 6,8 %  | 1,9 % | 0,5 % | 13,3 % | 10,2 % | 4,5 %  | 2,6 %  | 0,1 % |
| Kilde: Danmarks Statistik   |                       |        |       |        |       |        |        |       |        |       |       |        |        |        |        |       |